# Galerie umění Yaleovy univerzity
Galerie umění Yaleovy univerzity (anglicky Yale University Art Gallery) je galerie v New Havenu ve státě Connecticut, náležející k Yaleově univerzitě. Rokem založení 1832 je to nejstarší muzeum umění na západní polokouli. Zakladatelem a prvním mecenášem byl americký malíř John Trumbull. Současnou budovu z roku 1953 navrhl Louis I. Kahn. Galerie spravuje asi 185 tisíc uměleckých děl a má velkou šíři záběru. K zastoupeným umělcům patří například Paul Cézanne, Pablo Picasso, Vincent van Gogh, Marcel Duchamp, Piet Mondrian, Eva Hesseová a Roni Hornová.

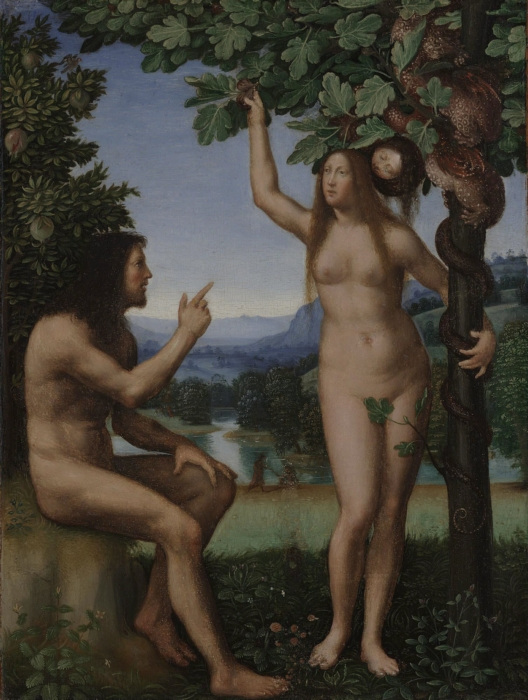
Mariotto Albertinelli: Pokoušení Adama a Evy
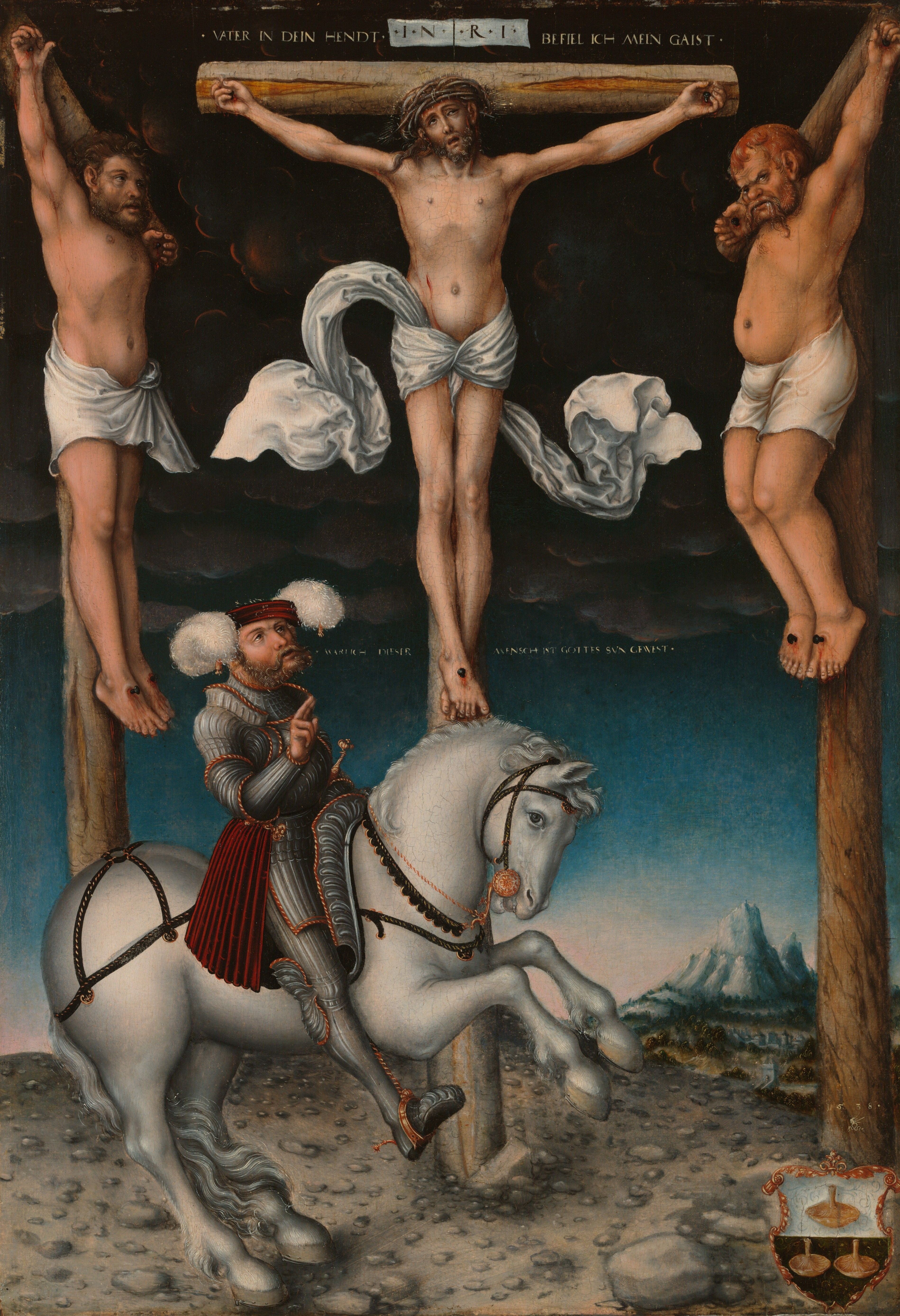
Lucas Cranach starší: Ukřižování s obráceným setníkem
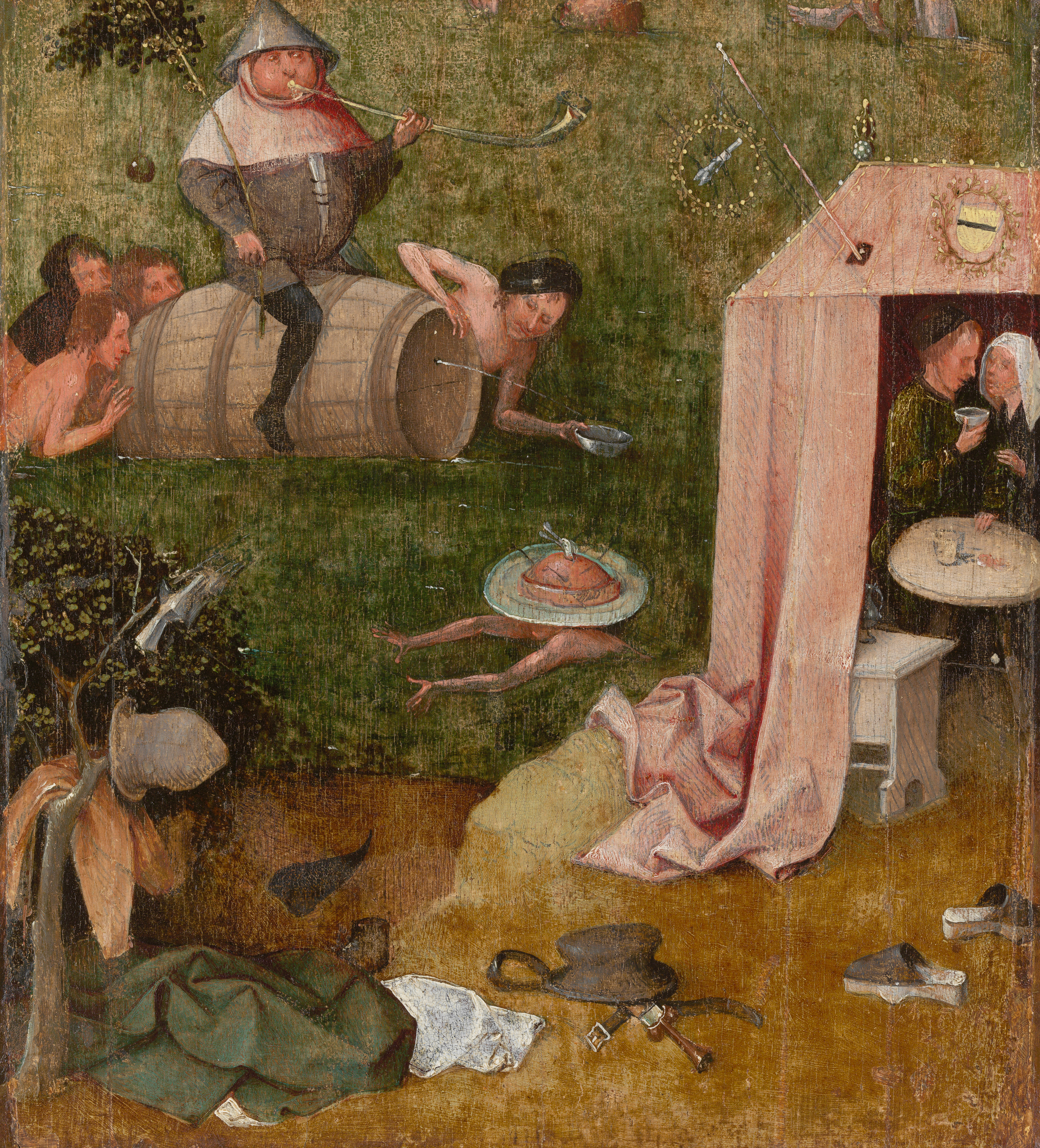
Hieronymus Bosch: Alegorie nestřídmosti a chlípnosti
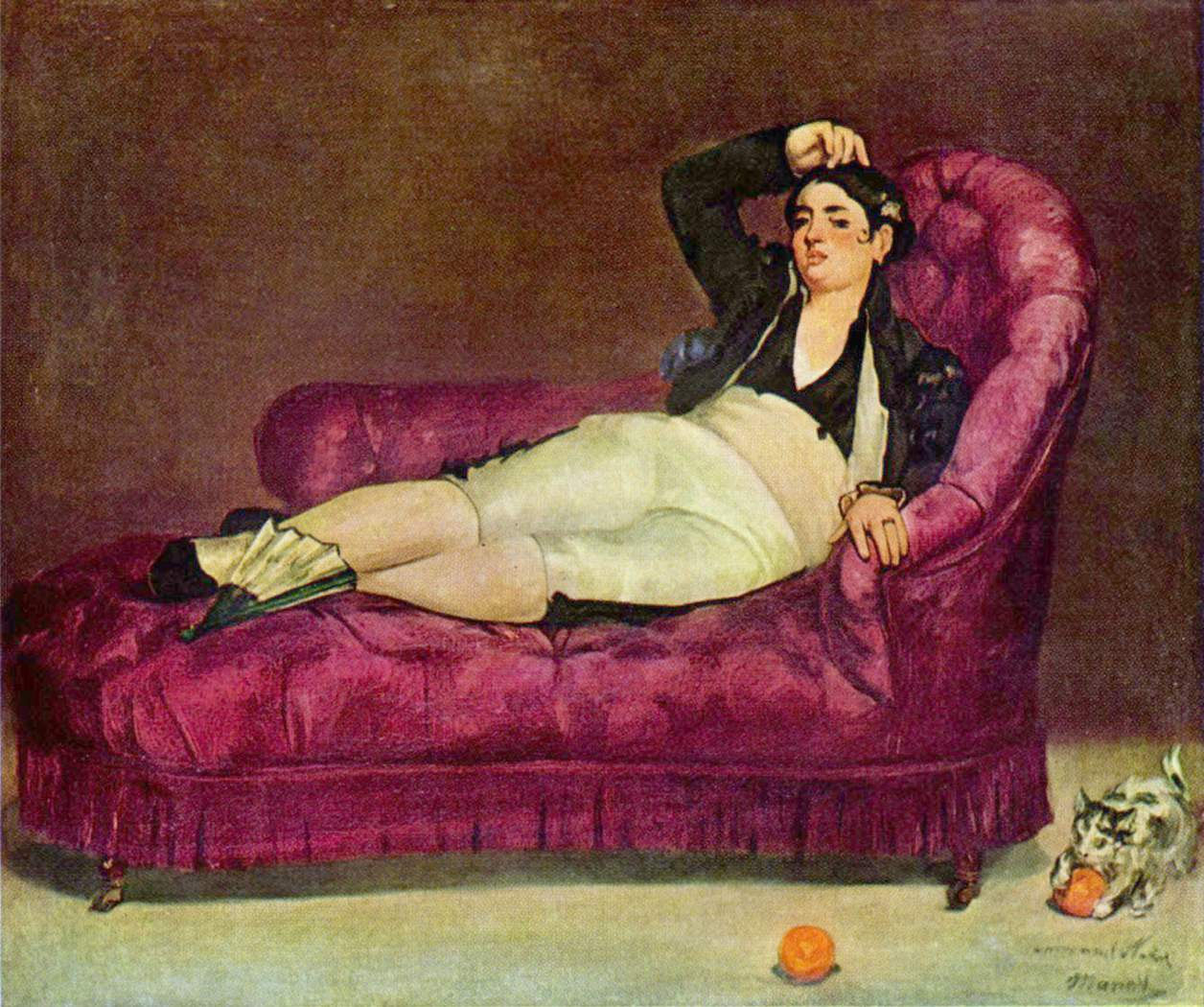
Édouard Manet: Ležící dívka ve španělském kroji
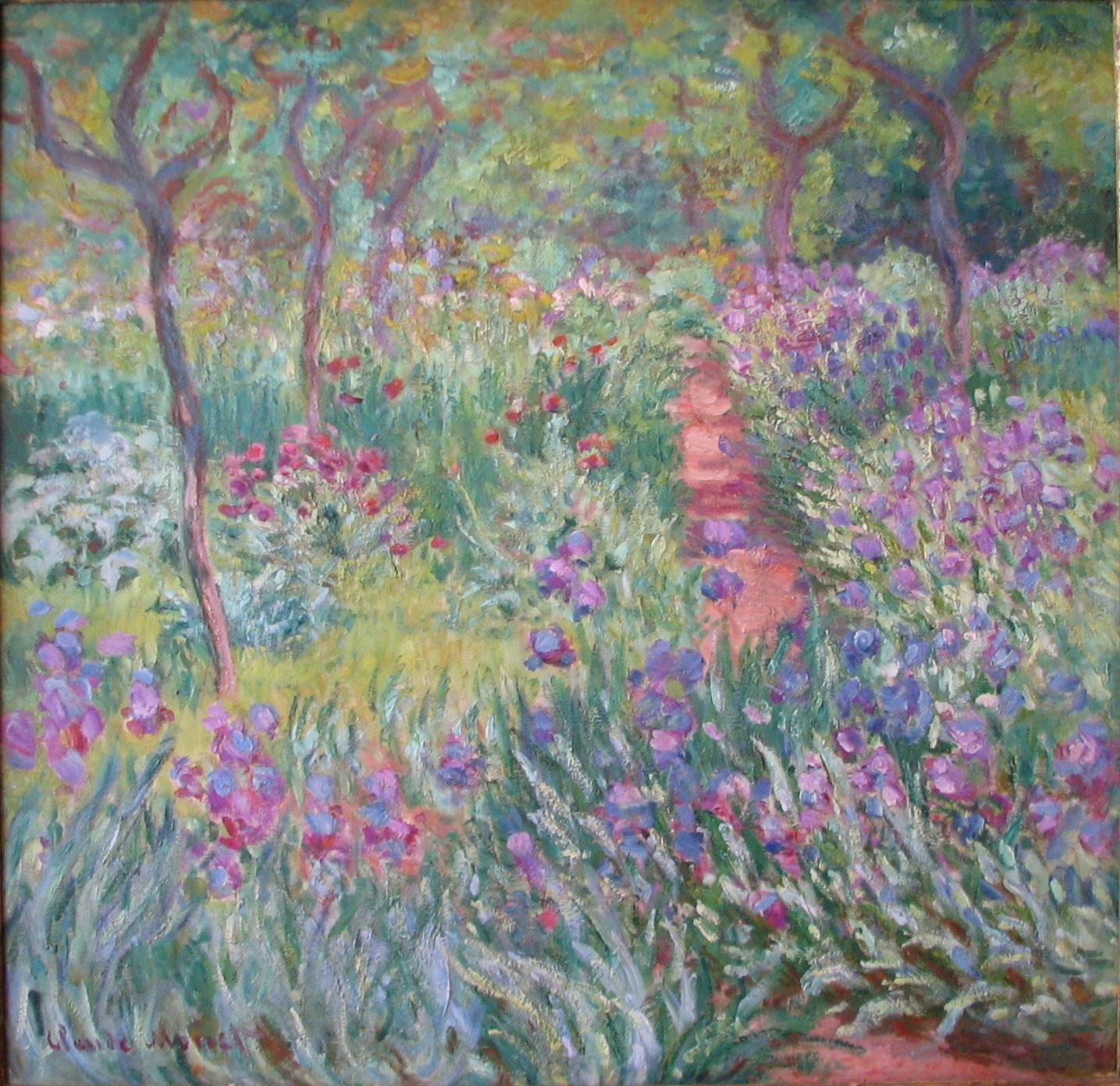
Claude Monet: Umělcova zahrada v Giverny
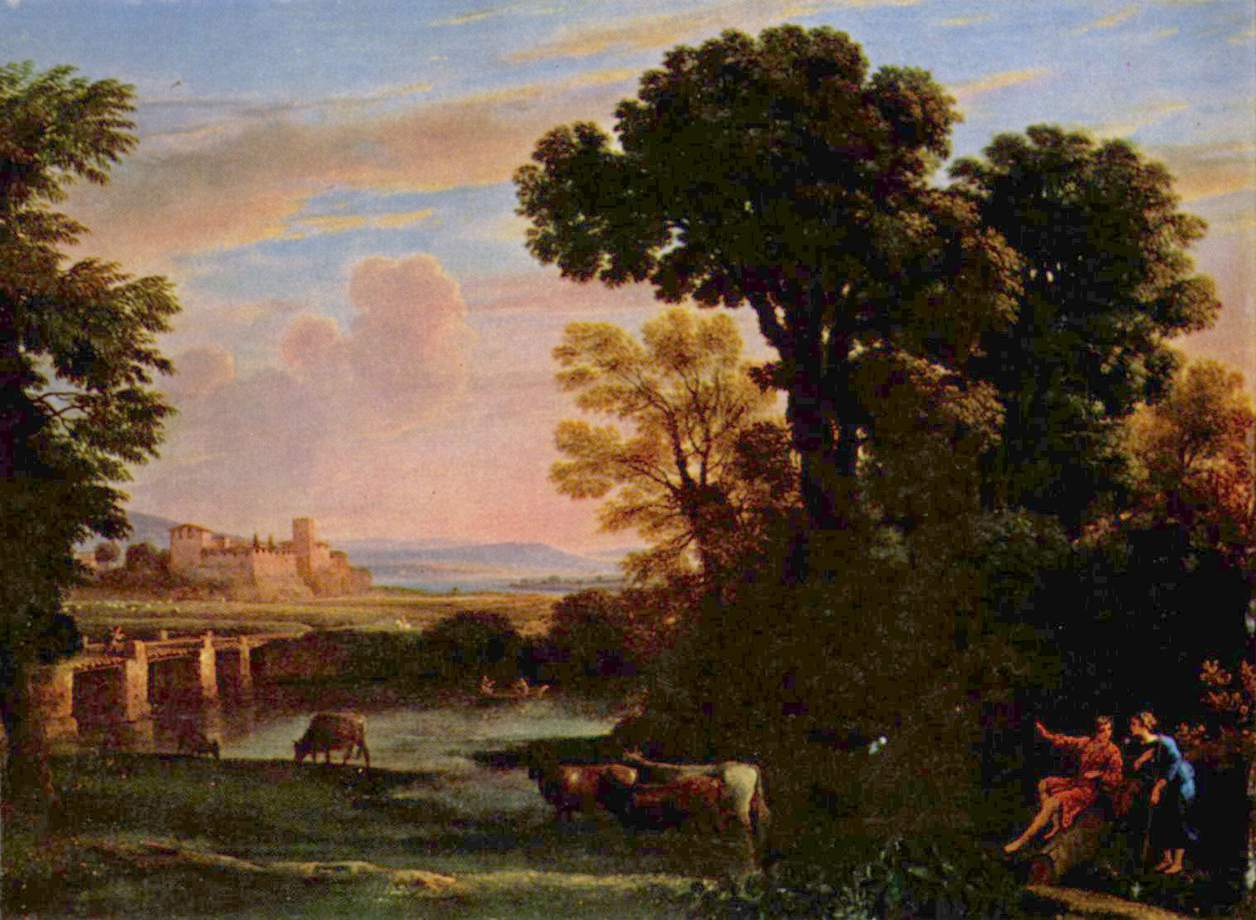
Claude Lorrain: Krajina s pastýři
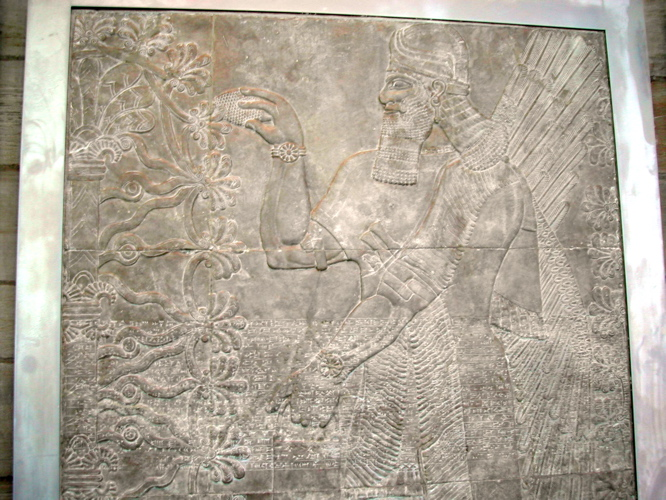
Asyrský reliéf: Duch s lidskou hlavou zalévá posvátný strom
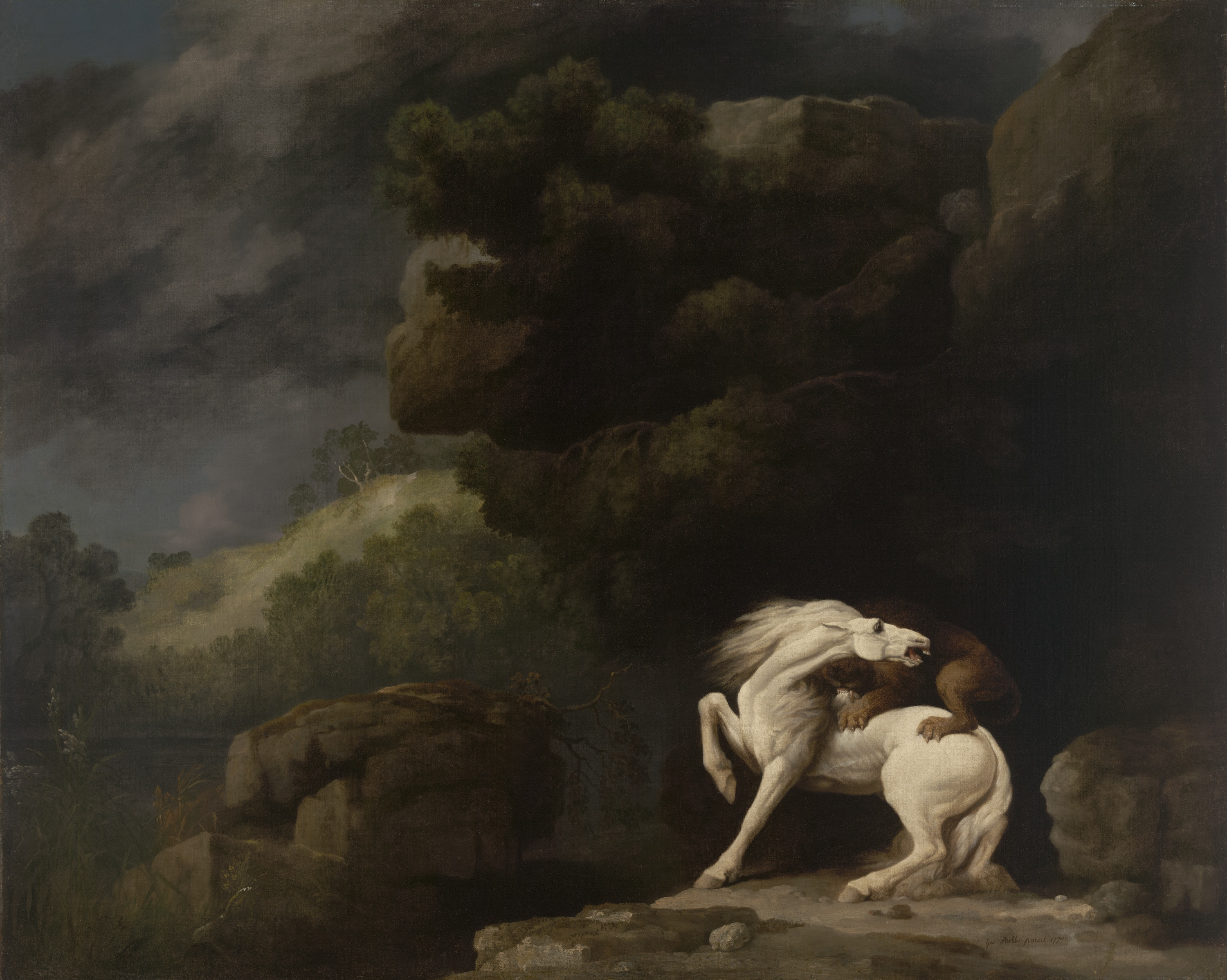
George Stubbs: Lev útočí na koně